# 東京誠心調理師専門学校
東京誠心調理師専門学校（とうきょうせいしんちょうりしせんもんがっこう）とは、東京都大田区蒲田にある調理師を養成している専修学校。学校法人誠心学園によって設置されている。

## 設置学科

### 2年制
- フランス料理専攻コース
- イタリア料理専攻コース
- 日本料理専攻コース
- 中国料理専攻コース

### 1年制
- 調理技術コース
- 洋菓子製パンコース
- 福祉調理コース
- ボリュームケータリングコース

### 夜間部
- 調理師科（1年制）

## 交通
- JR 京浜東北線・東急 蒲田駅より徒歩8分。
- 京急 京急本線 京急蒲田駅より徒歩1分。

## 系列校
神奈川県横浜市に系列校の国際フード製菓専門学校がある。